# Yell megye
Yell megye az Amerikai Egyesült Államokban, azon belül Arkansas államban található. Megyeszékhelye Arkansas és Dardanelle. Lakosainak száma 20 263 fő (2020. április 1.). Yell megye Pope, Conway, Perry, Garland, Montgomery, Scott és Logan megyékkel határos.

## Népesség
A megye népességének változása:
| Lakosok száma | 22 165 | 21 969 | 21 897 | 21 893 | 21 713 | 20 263 |
|               | 2010   | 2011   | 2012   | 2013   | 2015   | 2020   |